# Калорийная булочка
Калорийная булочка, или булочка повышенной калорийности — хлебобулочное изделие, разработанное в 1940-е годы в СССР, выпускаемое и широко известное в России и на территориях бывшего СССР. Булочка содержит в составе орехи и изюм, выпускается по ГОСТ 9712-61.
По одной из версий,  данная булочка появилась в царское время, когда генерал-губернатор Закревский обнаружил в сайке булочника Филиппова случайно попавшего туда таракана. Филиппов, оправдываясь, съел остаток сайки с торчащим насекомым и заявил, что это изюм, и для подтверждения своих слов испёк саек с изюмом, которые понравились москвичам.
Оригинальный рецепт был разработан в СССР в качестве питательного продукта для ослабленных и уставших людей, а также для детского питания. Изготавливаясь из очень сдобного теста, отличалась сытностью и широко использовалась как часть рациона в школах и детских садах как минимум до конца 1990-х годов. В разговорной речи носила название «калорийка» и была достаточно популярна. По воспоминаниям Ю. Гаврилова стандартный рацион полдника в детском саду начала 1950-х годов был таким: «стакан кефира, или ацидофилина, или кипячёного молока с плёнкой, кусочек творожной запеканки, или калорийная булочка в глянцевой коричневой плёнке с несколькими орешками арахиса на макушке, или три печенья. Все предпочитали калорийную булочку».
В настоящее время булочка уже не подаётся в школах из-за нынешней борьбы с калорийными продуктами.

## Описание
Согласно ГОСТ 9712-61 булочка должна иметь массу 100 грамм, округлую форму, глянцевую поверхность с посыпкой миндалём или орехом. Цвет должен быть от светло-коричневого до просто коричневого. Также могут быть ванильными, лимонными и шафранными. Булочки должны быть реализованы в течение 16 часов после выемки из печи.